# Araneus urubamba
Araneus urubamba (Levi, 1991) è un ragno appartenente alla famiglia Araneidae.

## Distribuzione
L'olotipo maschile e tre paratipi femminili sono stati rinvenuti in una località del Perù centrale: presso Urubamba, nella regione di Cusco.

## Tassonomia
Non sono stati esaminati esemplari di questa specie dal 1991
Attualmente, a dicembre 2013, non sono note sottospecie